# François de Cossé-Brissac
Pour les autres membres de la famille, voir Maison de Cossé-Brissac.
Pour les articles homonymes, voir Cossé et Brissac.

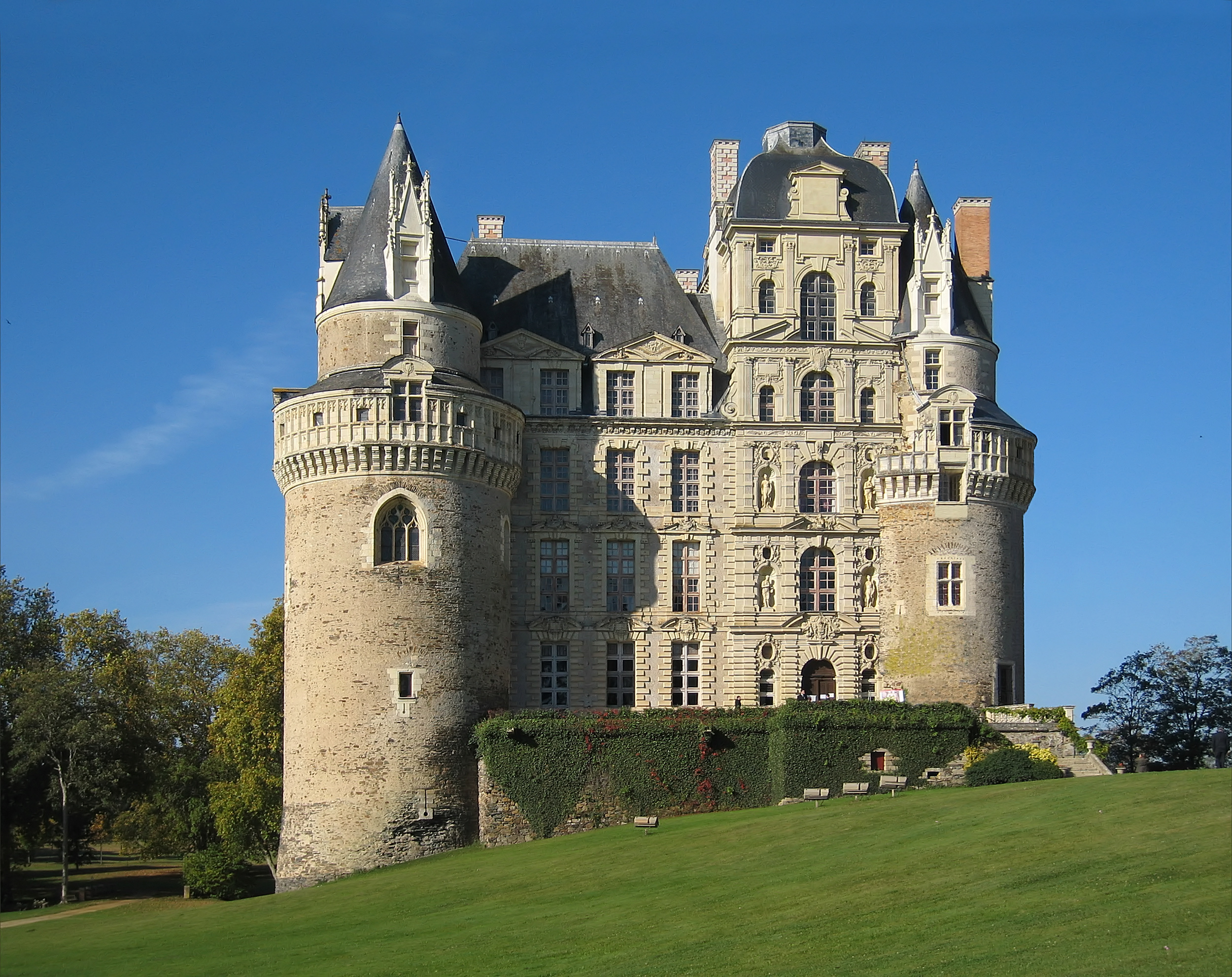
Château de Brissac

Eugène Marie Timoléon François de Cossé, né le 19 février 1929 au Creusot et mort le 6 avril 2021 au château de La Roche (Brissac Loire Aubance), est le 13e duc de Brissac, ancien président du Jockey Club.

## Biographie

### Vie familiale
Il est le fils de Simon Charles Timoléon Pierre, 12e duc de Brissac (1900-1993) et de Marie Zélie Antoinette Eugénie dite May Schneider (1902-1999), fille de l'industriel Eugène Schneider et de sa femme Antoinette de Rafélis de Saint-Sauveur.
Il épouse à Paris le 16 mai 1958 et à La Celle-les-Bordes le 31 mai 1958 Jacqueline Alice Marie de Contades.
De leur mariage sont nés six enfants.

### Activités professionnelles
Il a été président de 1997 à 2014 du Jockey Club et Grand-maître de l'Ordre militaire et hospitalier de Saint-Lazare (1986-2004), émérite depuis 2006.
Il fut aussi propriétaire du château de Brissac à Brissac-Quincé en Maine-et-Loire, qu'il donna en 1998 par une donation-partage à son fils aîné Charles-André, marquis de Brissac.

### Mort
François de Cossé-Brissac meurt le 6 avril 2021 à Brissac Loire Aubance, à l’âge de 92 ans.